# Самур
Саму́р (цахур. Самур; рут. Самыр; лезг. ЧӀвехер вацӏ, азерб. Samurçay) — река в России, в Южном Дагестане; по части русла проходит граница России с Азербайджаном. Является второй по величине рекой в Дагестане, частично пограничной с Азербайджаном. Исток находится в Рутульском районе Дагестана.
Дельта Самура представляет собой отдельный биотоп, для которого характерны частые возникновения и отмирания русел, с постоянным размывом участков дельты в одних местах и их нарастанием в других. После прорыва в 2002 году русла Малого Самура в северном направлении здесь в акваторию Каспийского моря начала выдвигаться новая активно растущая дельта.
Средний расход воды — 72,4 м³/с. Высота истока — 2880 м над уровнем моря. Площадь водосборного бассейна — 7330 км². Уклон реки — 13,7 м/км.

## Этимология
Этимология слова Самур трактуется разными исследователями по-разному, так как гидроним Самур в произношении рутулов и цахуров имеет несколько вариаций — Самыр, Саммир и Самбур, что связано с предпочтением в произношении и обусловлено соседством губно-губных букв «м» и «б». Гидроним Самур имеет позднее происхождение, но период его возникновения либо трактуется по-разному, либо не уточняется.
По мнению О. Н. Трубачёва, название Самур происходит из индоарийского сложения, ср. др.-инд. sam «с» и var «вода», а также аналогичное samudrá «обилие воды», «паводок», «разлив». В. Ф. Минорский относил это название реки к алано-массагетским именам и отождествлял Самур с осет. самур «куница».
По одной из версий название реки Самур, название реки Самур (рут. Самыр) образовалось от рутульского рут. са «один, одна» и мыри «река», то есть «одна река» или «река, ставшая единой» (савишид мыри).
С рекой Самур большинство современных учёных отождествляет упоминаемую у Птолемея и других древних историков реку Албанус.
Известный мусульманский путешественник, историк и географ Аль-Якут писал: «…леги из страны Лакз, там, где течёт Албанус (Самур)…».
Среди лезгин Самур известен под названием Чвехер вац (лезг. ЧӀвехер вацӏ «река Чвехер») — по названию ныне заброшенного селения Чвехер — и Кулан вац (Кьулан вацӏ «серединная река»). Также, по одной из версий, название Самур производится от лезг. цмур «куница».
По мнению лингвиста Б. Б. Талибова, гидроним Самур поздний по происхождению, привнесённый племенами неиберийско-кавказского происхождения. Также, Талибов предполагает, что название привнесено в период существования племён во время иберийско-кавказского единства и может быть как адаптацией арабской (или исходной, но недагестанской) формы Саммур, так и происходить под влиянием азербайджанского языка. Маловероятным учёные считают возникновение формы Самбур из названия Самур в результате изменения «м» в «мм», то есть Самур → Саммур → Самбур. Главный научный сотрудник отдела лексикологии и лексикографии ИЯЛИ ДНЦ РАН, доктор филологичеких наук И. Х. Абдуллаев считает, что «более приемлемым выглядит общепринятое мнение о том, что Самур находится в связи со словом самур (саммур) — „соболь“, „куница“, представленном во многих восточных языках, в первую очередь, в иранских».
Река «Кас» («Касий»), упоминаемая Птолемеем, некоторыми историками отождествляется с рекой Самур.
Согласно мнению К . В. Тревер, Самур, мог также называться Соаной, упомянутой Птолемеем.

## География

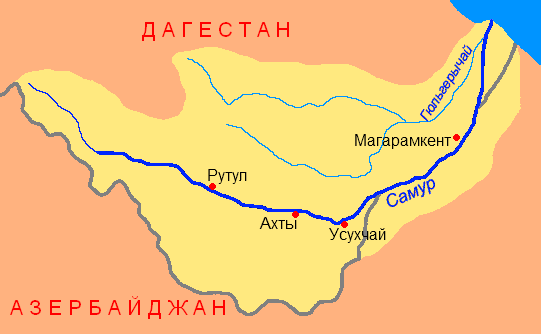

Река Самур берёт начало с отрога Главного Кавказского хребта близ горы Гутон (3648 м.). Площадь ледников в бассейне Самура, по данным на середину XX века, составляла 13,1 км², или 0,3 % площади водосбора реки. Впадает в Каспийское море двумя рукавами — Самур и Малый Самур, образуя на последних 20 км обширную дельту. Малый Самур, отделяющийся от главной реки в 22 км от её устья, впадает в море в 5,5 км северо-западнее основного рукава. В Малый Самур слева в 5,0 км от устья по каналу, прорытому в 1935 году, сбрасываются воды реки Гюльгерычай, впадавшей ранее непосредственно в Каспийское море.
Длина реки — 213 км, общее падение — 2910 м. Площадь водосборного бассейна — 7330 км² (площадь с рекой Гюльгерычай, непосредственно Самура — 4990 км²), средняя его высота — 1970 м. Площадь водосбора — 4430 км². Ручьями стекая на восток, исток Самура через 7 км принимает слева первый крупный и многоводный приток Халахур, возникающий на высоте 3730 м из родников на южном склоне Самурского хребта, напротив расположенного с другой его стороны массива Таклик (4042 м), и имеющий к месту впадения в Самур длину 10 км. Именно наличие этих двух истоков, Самура и Халахура, сказывается на оценке общей длины Самура (213 или 216 км) и определении местонахождения его истока — на Главном Кавказском хребте на высоте 3200 м либо на Самурском хребте на высоте 3730 м, соответственно
Границами бассейна на юго-западе и юге является Главный Кавказский хребет, на северо-востоке — северные отроги Бокового хребта (Дюльтыдаг, Самурский). В нижнем течении реки границы бассейна не выражены. 80 % бассейна лежит выше 1500 м над уровнем моря, примерно половина его территории — выше 2500 м.
Таким образом, 96 % площади водосбора приходится на территорию России, 4 % — Азербайджана.
Нижнюю часть бассейна покрывает уникальный реликтовый субтропический лиановый лес.

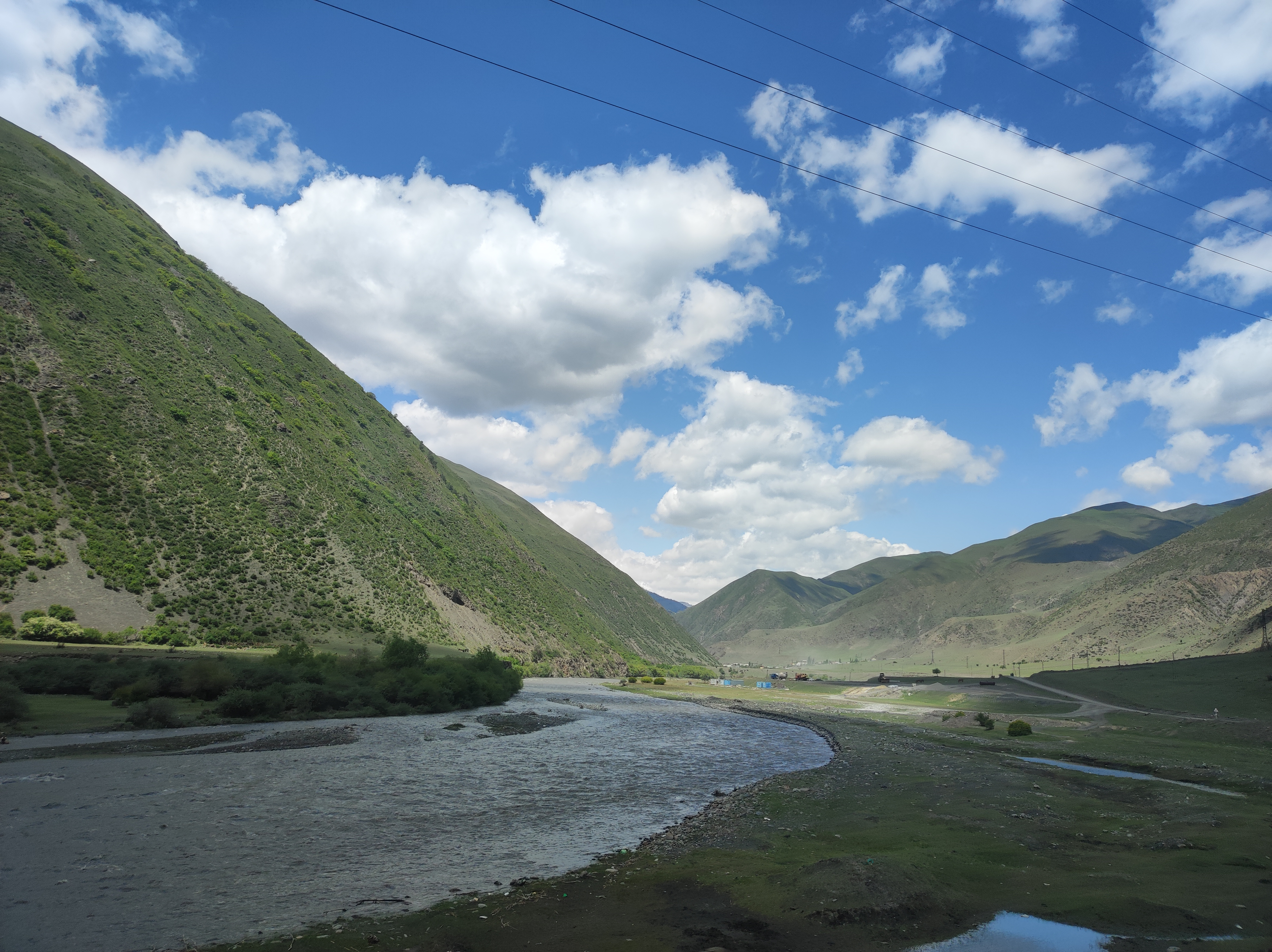
Самур в районе села Кала

## Притоки
В бассейне реки насчитывается 65 рек длиной более 10 км. Густота речной сети — 1,21 км/км². Основными притоками являются: Тухичай, Дюльтычай, Кара-Самур, Шиназчай, Ахтычай, Усухчай, Таирджал, Генерчай. Искусственный приток — река Гюльгерычай, русло которой в четырёх километрах от своего устья было перенаправлено в Самур.

## Гидрология
До села Усухчай протекает в относительно узкой долине шириной 20—50 м, после долина резко расширяется, местами до 1 км.
Питание реки смешанное. Самур относится к типу рек с весенне-летним половодьем и хорошо выраженной зимней меженью. Характерными также являются летние и осенние дождевые паводки. Среднегодовой расход составляет 64,8 м³/с, максимальный — 920 м³/с (отмечен в 1988 году у села Усухчай).
Река отличается очень высокой мутностью воды (наибольшая мутность составляет 110 000 г/м³).

## Изучение реки
Режим реки изучался на пяти гидрологических постах: Мишлеш, Лучек, Ахты, Усухчай и Зухул.

## Хозяйственное использование
Воды реки интенсивно используются на орошение. В 1935 году в 30 км от устья построен Самурский гидроузел, от которого отходят Самур-Апшеронский и Самур-Дербентский каналы.
Существуют проекты по возведению на Самуре гидроэлектростанций
В советское время в устье реки действовал Самурский рыбзавод по разведению ценных пород рыб (лосося, кутума, форели, белорыбицы).
Действует Соглашение о сотрудничестве в сфере рационального использования и охраны водных запасов трансграничной реки Самур между Азербайджаном и Россией.

## Проблемы вододеления
Для обеспечения маловодных районов, по ходатайству Азербайджанской ССР, в 1952 году на территории Магарамкентского района Дагестанской АССР был выделен участок земли под строительство гидроузла и водозаборных сооружений Самур-Дивичинского (позже Самур-Апшеронского) канала (административная граница проходила по правому берегу реки, и весь гидроузел располагался на территории Дагестана). Деньги на строительство были выделены Советом Министров СССР. Строительство было закончено в 1956 году. С начала эксплуатации по настоящее время гидроузел с водозаборными сооружениями находится на балансе эксплуатационных организаций Азербайджана.
После распада СССР Самурский гидроузел и водозаборные сооружения, построенные на территории Магарамкентского района, были окончательно закреплены за Азербайджанской Республикой.
Распределение водных ресурсов реки Самур между Азербайджанской Республикой и Российской Федерацией регулировалось протоколом от 7 октября 1967 года, утверждённым Минводхозом СССР. По протоколу было предусмотрено деление стока реки Самур в пропорциях: 33,7 % — экологический сброс, 16,7 % — РСФСР и 49,6 % — АзССР.
С начала 1990-х годов встала проблема делимитации границы между Россией и Азербайджаном. Кроме того, Дагестан стал поднимать вопрос о равном делении водных ресурсов реки Самур. Такая постановка вопроса категорически отвергалась азербайджанской стороной, мотивировавшей свой отказ дефицитом питьевой воды в городах Баку и Сумгаит, а также экономическими потерями от сокращения поливных земель в приморской низменности. Азербайджан, наоборот, собирался увеличить водозабор из Самура, для чего в 2008 году были начаты работы по реконструкции Самур-Апшеронского канала.
28 августа 2010 года было подписано Соглашение № 1416-р о делимитации границы между РФ и РА, а также о рациональном использовании и охране водных ресурсов реки Самур, по которым граница между РФ и РА переносилась с правого берега реки Самур на середину гидроузла и стороны договорились впредь производить деление водных ресурсов в равных долях и установить размер экологического сброса равным 30,5 %.
На реке планируется строительство новых гидроузлов для решения проблемы с водоснабжением южных районов Дагестана и сохранения уникального реликтового Самурского леса.

### Комментарии
1. ↑  Кас (Casus); в нек. рукописях — Касий (Casios, Cassius).